# Эрдели, Адальберт Михайлович
Адальберт Михайлович Э́рдели (укр. Адальберт Михайлович Ерделі, при рождении — Бе́йла Михайлович Грыць, укр. Бейла Михайлович Гриць; 25 мая 1891, с. Хетмех, Австро-Венгрия — 1955, Ужгород, УССР) — украинский живописец, один из основоположников закарпатской школы изобразительного искусства.

## Биография
Родился в семье сельского учителя Михаила Грыця. Фамилию Эрдели был вынужден взять в 1901 году как подданный Венгрии. Обнаружив у сына талант, отец сделал всё, чтобы тот получил достойное образование. В 1911—1915 гг. он учился в венгерском художественном королевском институте в Будапеште у Имре Ревеса и Кароя Ференци (1862—1917).
С 1916 г. жил и работал в Мукачево, в 1922—1926 гг. совершенствовал мастерство в Мюнхене. В 1924 году Эрдели в качестве художника присутствовал на процессе над руководителями пивного путча — первыми нацистами, делая для газеты зарисовки из зала суда.
В 1926 году переехал в Ужгород.
В 1927 г. основал вместе с Иосипом Бокшаем Ужгородскую художественную школу, а в 1931 г. — Общество деятелей изобразительных искусств в Подкарпатской Руси.
В 1929—1931 гг. жил и работал в Праге, Риме, Париже, где познакомился с представителями импрессионизма и фовизма, участвовал в выставках вместе с выдающимися мастерами А. Дереном, П. Боннаром, Дюфи, А. Матиссом.
Позже Адальберт Эрдели работал преподавателем рисунка в мукачевской гимназии, учительской семинарии в Ужгороде, в 1945—1955 гг. — в Ужгородском училище прикладного искусства. Щедро делился своим творческим опытом полученным в период деятельности в Венгрии, Германии и Франции. Одновременно с творческой деятельностью воспитал целое поколение закарпатских художников, среди которых были Андрей Коцка (1911—1987), Адальберт Борецкий (1911—1990), Эрнест Контратович (1912—2009), Золтан Шолтес (1909—1990), Иван Шутев, Василий Бурч, Василий Габда, Елизавета Кремницкая, Ференц Семан, Павел Балла, Владимир Микита и многие другие. Педагог Эрдели отбирал наиболее талантливых учеников в Публичную школу рисунка, а позже в Общество деятелей изобразительного искусства на Подкарпатской Руси.
С 1931 по 1949 годы А. Эрдели возглавлял объединения закарпатских художников во времена Чехословацкой Республики, хортистской Венгрии и СССР, был первым директором первого на Закарпатье художественного учебного заведения и первым председателем Закарпатской областной организации Национального союза художников Украины в 1946 году.

## Творчество
А. Эрдели — художник-колорист, мастер пейзажной и портретной живописи, натюрморта, который благодаря смелости, динамике и необычности цветовых композиций создал неповторимые произведения, большинство из них заняли почетное место в экспозициях музеев Украины и зарубежья. К середине 1930-х годов Эрдели был автором уже более тысячи картин.
До войны его имя включали в европейские энциклопедии и справочники, работы охотно приобретали европейские музеи. Специалисты считают его одним из самых сильных украинских художников первой половины XX века.

## Избранные картины
- Лето в парке (1920-е годы)
- Пейзаж с речкой (1929)
- Волы возле водоёема (конец 1920-х г.)
- Дорога в лесу (1930-е годы)
- Кони под деревом (1930)
- Натюрморт с хризантемами (1930)
- Возле церкви (1930)
- Игра в карты (1930-е годы)
- Кони
- Весна в Карпатах (1930-е годы)
- Мукачевский замок (1930-е годы)
- За чтением (1930-е годы)
- Дорога над рекой (1930-е годы)
- Портрет А. С. (1931)
- Прозрение епископа (1940-е годы)
- Хустский замок (1942)
- Хутор в горах (1948)
- Натюрморт с яблоками (начало 1950-х г.)
- Натюрморт с яблоками, цветами и зеркалом (1950)
- Натюрморт (1955)

## Память
- В Ужгороде установлен памятник художникам А. Эрдели и Й. Бокшаю
- Ужгородский колледж искусств Закарпатского художественного института носит имя А. М. Эрдели.
- В родном селе художника — Загатье на фасаде межшкольного учебного комбината установлена мемориальная доска А. М. Эрдели.